# Les Dynamiteros
Pour plus de détails, voir Fiche technique et Distribution.
Les Dynamiteros (The Deserter) est un western spaghetti américano-italo-yougoslave réalisé par Burt Kennedy et Niksa Fulgosi, sorti en 1970.
Écrit pendant la guerre du Viêt Nam dans le style des Douze Salopards (1967), le film est conçu pour mettre en vedette l'idole de théâtre et de cinéma yougoslave Bekim Fehmiu. En outre, le film met en scène plusieurs acteurs américains connus. Connu pour son rôle de jeune garçon dans L'Homme des vallées perdues (1953), l'acteur Brandon deWilde apparaît ici dans son dernier western avant sa mort en 1972,.

## Synopsis
En 1886, dans le Sud-Ouest des États-Unis, des Apaches attaquent une mission religieuse et tuent également la femme du capitaine Victor Caleb, après l'avoir écorchée vive. Celui-ci ne supporte pas la mort de cette dernière et attaque physiquement et avec une arme son supérieur, le colonel Brown, qu'il considère comme incompétent. Exclu de l'armée, il part dans les forêts et les déserts et lutte désormais contre les Apaches avec ses propres moyens.
Comme le général Miles veut provoquer un tournant décisif dans la guerre contre les Indiens, il engage Caleb, contre la promesse de le gracier, pour infliger une défaite au chef Mangus Durango. Caleb se constitue une troupe de quelques hommes qu'il entraîne à la manière indienne. La mission est menée à bien au prix d'efforts inhumains, de nombreux dangers et de nombreuses pertes, car les hommes ne peuvent pas toujours se faire confiance entre eux : Mangus Durango meurt en duel avec Caleb, les Indiens sont vaincus.
A son retour, Caleb reçoit du général Miles la nouvelle que son recours en grâce a été rejeté. Le colonel Brown déclare Caleb mort, ce qui lui permet de continuer à vivre sans être inquiété.

## Fiche technique
- Titre français : Les Dynamiteros ou Le Déserteur ou La Chevauchée sauvage[4]
- Titre italien : La spina dorsale del diavolo[5]
- Titre serbo-croate : Djavolja kicma ou Prelaz preko djavoljeg klanca
- Titre original anglais : The Deserter ou Ride to Glory ou The Devil's Backbone ou Indian Fighter ou The S.O.B.'s
- Réalisation : Burt Kennedy, Niksa Fulgosi
- Scénario : Clair Huffaker, Stuart J. Byrne, William H. James
- Photographie : Aldo Tonti
- Montage : Frank Santillo
- Musique : Piero Piccioni
- Décors : Mario Chiari
- Production : Norman Baer, Ralph Serpe, Vincente Sempere, Dino De Laurentiis, Guy Luongo, Charles Bluhdorn, Robert Evans
- Sociétés de production : Dino De Laurentiis Cinematografica, Jadran film, Heritage Enterprises
- Pays de production :  Italie -  Yougoslavie -  États-Unis
- Langue originale : anglais américain
- Format : couleur
- Genres : western spaghetti
- Durée : 100 minutes
- Date de sortie :
  - Italie : 4 décembre 1970 (Milan) ; 12 décembre 1970 (Turin)
  - France : 26 mai 1971
  - États-Unis : 9 juin 1971 (New York) ; 28 juillet 1971 (San Francisco)

## Distribution
- Bekim Fehmiu : Victor Kaleb
- John Huston : John James Miles
- Richard Crenna : Wade Brown
- Chuck Connors : Aumônier Reynolds
- Ricardo Montalbán : Natachai
- Ian Bannen : William Crawford
- Brandon De Wilde : Eddie Ferguson
- Slim Pickens : Tattinger
- Woody Strode : Jackson
- Albert Salmi : Schmidt
- Pat Wayne : Bill Robinson
- Fausto Tozzi : Orozco
- Mimmo Palmara : Mangus Durango
- John Alderson : O'Toole